# The Wild Wild West
The Wild Wild West (bra: James West; prt:  O Perigo Vem do Oeste) foi uma série de TV estadunidense, exibida no canal CBS por quatro temporadas (104 episódios), de 17 de setembro de 1965 a 4 de abril de 1969. Lançado numa época que os programas de faroeste começavam a sofrer a concorrência dos do gênero “Espionagem”, a proposta do criador da série, Michael Garrison, era fazer uma mescla dos dois e contar as aventuras de um "James Bond a cavalo". Dois filmes de televisão foram feitos com o elenco original (1979 e 1980). Em 1999 foi lançada uma super-produção cinematográfica com um novo elenco e enredo, estrelada por Will Smith.
As aventuras traziam os tradicionais elementos de “Ação” e ‘Suspense” popularizados pelo cinema e por séries da TV americana: as tramas envolviam espionagem e  ficção científica  (classificado weird west e/ou steampunk), pontuadas por passagens de comédia. Muitos episódios foram inspirados nas histórias de Edgar Allan Poe, H.G. Wells e Jules Verne.
Ainda com referência a James Bond, no programa apareciam sempre mulheres bonitas, parafernálias criativas e arqui-vilões ensandecidos e sempre prontos para dominar o país ou o mundo.

## Produção
Por volta de 1955, Michael Garrison com seu sócio Gregory Ratoff, compraram os direitos para o cinema do primeiro romance de James Bond escrito por Ian Fleming, denominado   Cassino Royale. Eles apresentaram a ideia para o Estúdio 20th Century Fox, mas os executivos não se interessaram. Com a morte de Ratoff em 1960, sua viúva e Garrison venderam os direitos para cinema a Charles K. Feldman, que acabou por produzir o filme Casino Royale em 1967. Restou a Garrison a opção pela televisão.
O filme piloto, "The Night of the Inferno", foi produzido por Garrison a partir do roteiro de Gilbert Ralston, autor de vários episódios de séries televisivas da década de 1950 e 1960.   Ralston contou que fora procurado por Garrison que lhe contara sobre a ideia do faroeste com James Bond. Ralston então desenvolveu os personagens ambientados na Guerra Civil, além do formato geral e o esboço para nove episódios.  A ideia de um agente secreto do presidente Ulysses S. Grant foi de Ralston.  Ele, porém, não ficou com os créditos, como era comum em Hollywood nos anos de 1950 e 1960, quando apenas os produtores tinham a permissão de colocar seus nomes nos programas. Ralston morreu em 1999 sem saber do desfecho de sua ação contra a  Warner Brothers, que acabou pagando a sua família entre US $ 600.000 e US $ 1,5 milhões.
Conforme contado por Robert Conrad em seu depoimento no DVD da primeira temporada, houve várias disputas de Garrison com os executivos de TV que resultaram em mudanças nos episódios iniciais. Nos episódios 2 a 4 produzidos por Collier Casal, havia um mordomo chamado Tennyson que acompanhava o personagem Artemus Gordon. Esse mordomo voltaria esporadicamente durante a temporada. Fred Freiberger foi o produtor dos episódios 5 a 14; João Mantley, episódios 15 a 21; e Gene L . Coon, 22 a 27. Garrison voltou para produzir o último episódio da temporada.
Em agosto de 1966, durante a produção da segunda temporada, Garrison sofreu uma queda e faleceu em sua casa. A CBS trouxe Bruce Lansbury, chefe de programação de Nova Iorque (e irmão da atriz Angela Lansbury), para o substituir durante o restante do programa.
Na primeira temporada os episódios foram filmados em preto e branco, com uma tonalidade mais escura. (O fotógrafo Ted Voightlander foi indicado ao Emmy por esse  trabalho.) As demais foram em cores e o programa se tornou visivelmente exagerado e paródico. Apesar disso, houve passagens em que a violência predominou, o que, segundo o livro de Susan Kesler (ver abaixo) foi o que forçou a CBS a cancelar o programa, nos dias finais de fevereiro de 1969. Get Smart (br:.O Agente 86)foi transferido da NBC para CBS e ocupou o horário deixado vago por The Wild Wild West.
A CBS reprisou vários episódios de The Wild Wild West durante o verão de 1970 e depois o distribuiu para diversas estações locais, inclusive a WGN. Em 1994 a TNT exibiu a série, dando preferência para os episódios em preto e branco. Teve uma breve passagem pelo Hallmark Channel e depois foi reprisado pela Retro Television Network.

## Tramas

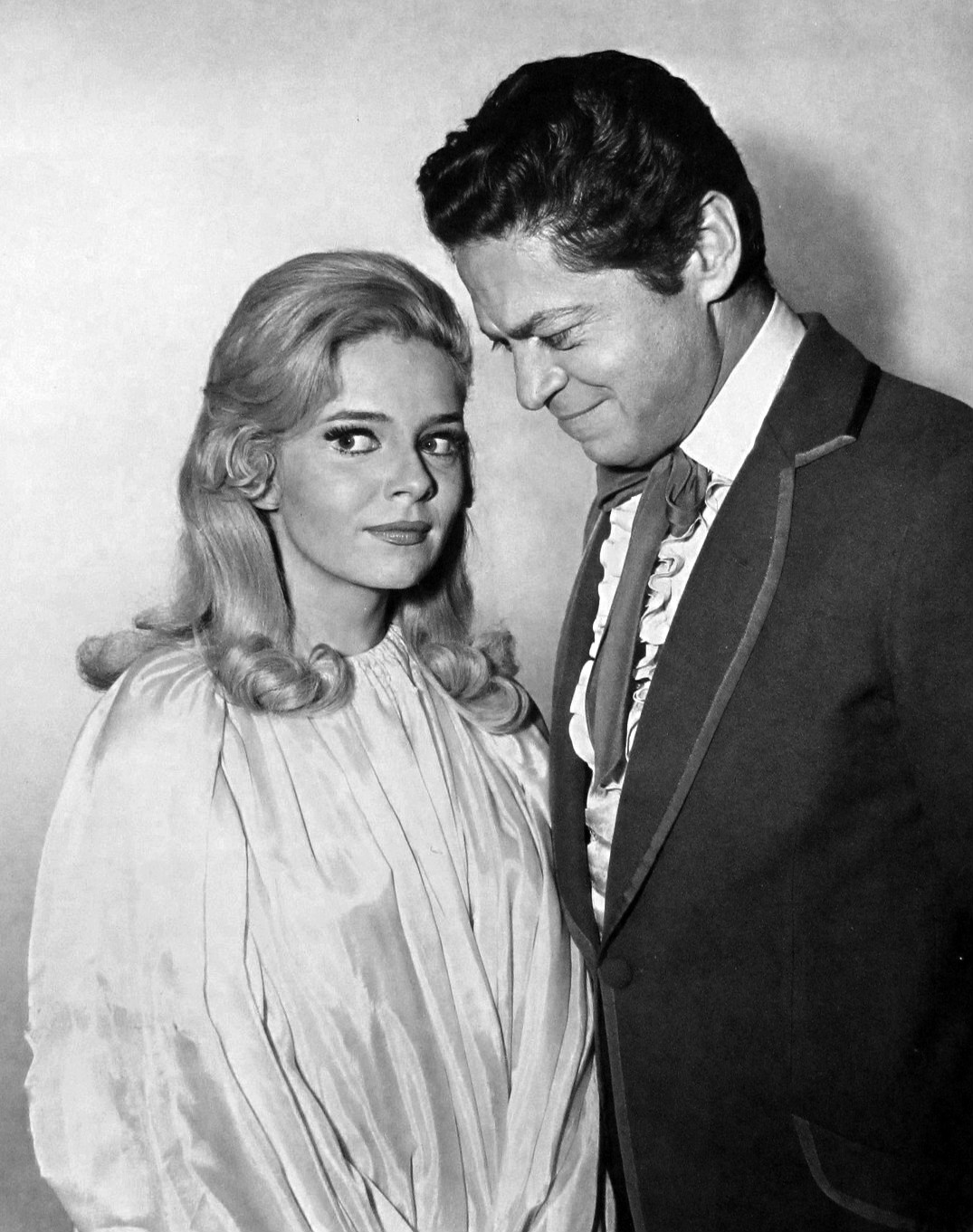
Ross Martin como Artemus Gordon em foto de 1966

The Wild Wild West conta a história de dois agentes secretos americanos no faroeste: o galante pistoleiro James West (Robert Conrad) e Artemus Gordon (Ross Martin), um brilhante inventor de parafernálias além de mestre dos disfarces. A missão da dupla era proteger o presidente Ulysses S. Grant contra todo tipo de ameaça. Os agentes viajavam a bordo de um luxuoso trem apelidado de Wanderer, super-equipado e que contava inclusive com um laboratório. James West tinha servido na Cavalaria como um oficial da inteligência durante a Guerra Civil. Ele se faz passar por um ferroviário a serviço do presidente. Após se aposentar em 1880, ele foi morar num rancho no México. Já o passado de Gordon é obscuro. Ao se aposentar em 1880 ele sai em viagem com um grupo de atores.
Cada episódio começa com o título "The Night... ("A Noite...") (com exceção de um episódio da primeira temporada, "Night of the Casual Killer", que omitiu o artigo). Algumas séries posteriores copiaram a ideia, como Rawhide (temporadas 1-3 e 5-6, cujos títulos começavam com "Incidente ..."), Monk ("Mr. Monk e ...") ou Everybody Hates Chris (" Todos odeiam...") . Essa forma de apresentação já aparecia em alguns curtos seriados da Republic ou da Universal, de 1930, 1940...

### Vilões
Um memorável vilão recorrente foi o Dr. Miguelito Loveless Quixote, um brilhante e megalomaníaco anão interpretado por Michael Dunn. Como o professor Moriarty de Sherlock Holmes, Loveless era um rival a altura de West e Gordon. O vilão apareceu no terceiro episódio (que fora planejado para ser o sexto) "The Night the Wizard Shook The Earth" e retornaria em mais nove episódios. No começo o Doutor contava com dois ajudantes: o enorme Voltaire (Richard Kiel) e a bela Antoinette (Phoebe Dorin). Voltaire não apareceu mais depois do terceiro episódio, e Antoinette depois do sexto. De acordo com filme de TV The Wild Wild West Revisited, Loveless morreu em 1880 acometido de úlceras, que desenvolvera a partir da raiva e frustração sentidas após ter seus planos arruinados por West e Gordon. Seu filho, interpretado por Paul Williams, tentou se vingar dos agentes.

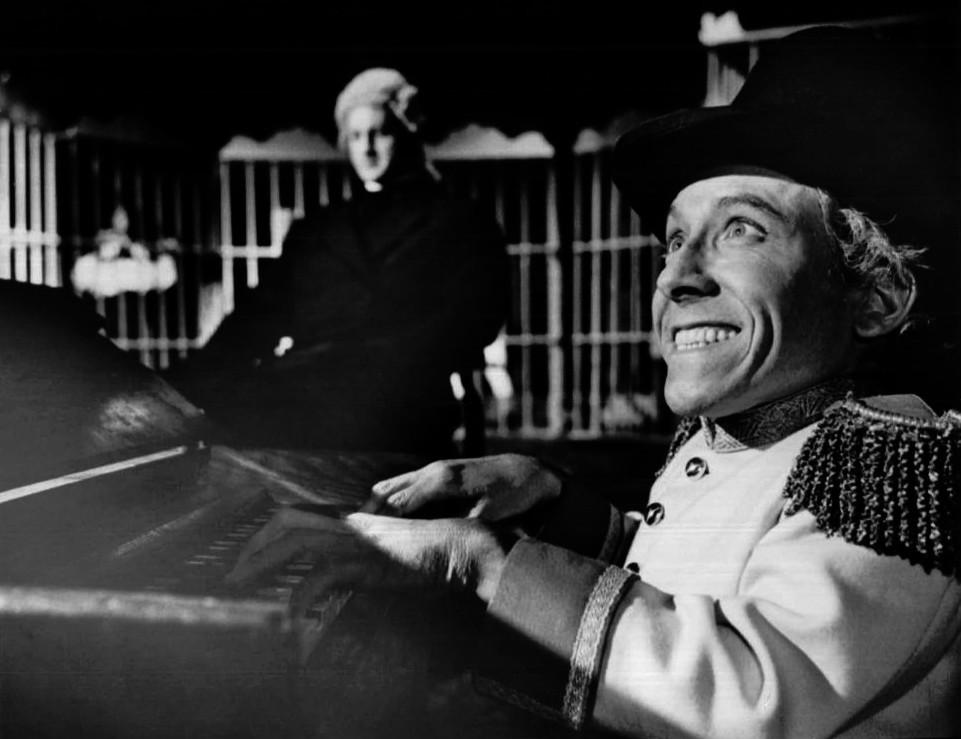
Michael Dunn como o Doutor Loveless em foto de 1968

Dos demais vilões da série, apenas um conseguiu retornar em um segundo episódio: Conde Manzeppi (um vilão exageradamente refinado interpretado por Victor Buono). Esse era um gênio do crime diabólico e com conhecimentos de "magia negra". Assim como o Dr. Loveless, ele sempre tinha um plano emergencial de fuga  que usava no fim do episódio. O vilão voltaria em "More Wild Wild West".
Agnes Moorehead ganhou um Emmy por seu papel como Emma Valentine em "The Night of The Vicious Valentine".

### Violência
Robert Conrad e uma empresa de dublês coreografavam pelo menos duas sequências de lutas por episódio. Conrad insistia em realizar suas próprias acrobacias, saltando de uma sacada ou correndo na frente de uma parelha de cavalos, por exemplo. Durante a filmagem de "The Night of the Fugitives", Conrad caiu de um lustre no teto e estatelou-se num piso de concreto, sofrendo uma concussão.. A produção da série foi suspensa e o episódio só foi exibido na quarta temporada. Ross Martin quebrou a perna em um episódio dessa temporada, "The Night of the Avaricious Actuary". E sofreria um ataque cardíaco, semanas depois de "The Night of Fire and Brimstone". Seu personagem foi substituído temporariamente por outros agentes, desempenhados por Charles Aidman (quatro episódios), Alan Hale, Jr. e William Schallert. Pat Paulsen freqüentemente é lembrado como o substituto de Martin, mas na verdade ele apareceu em um dos episódios de Aidman. E seu personagem estaria presente, mesmo na volta de Martin. Ross Martin contou que retratou mais de 100 diferentes personagens durante a série, utilizando-se de dezenas de diferentes sotaques. Martin dava as ideias para a composição do papel à sua equipe de maquiadores e era quem dava a palavra final. O ator foi indicado ao Emmy em 1969.

## Tema musical
A música principal foi escrita por Richard Markowitz, contatado pelos produtores depois de duas composições do compositor Dimitri Tiomkin terem sido rejeitadas. Richard nunca foi creditado por esse trabalho em qualquer episódio da série (talvez por problemas legais com Tiomkin). Ele tinha composto anteriormente o tema da série "The Rebel".

## Filmes da TV
Os atores Robert Conrad e Ross Martin se reuniram uma vez mais para dois filmes de televisão:
- The Wild Wild West Revisited (exibido em 9 de maio de 1979)
- More Wild Wild West (exibido em 7 e 8 de outubro de 1980).

"Revisited" introduziu Paul Williams como Miguelito Loveless Jr., filho do arquiinimigo de James West. Loveless planeja substituir por clones os reis da Europa e o Presidente dos Estados Unidos. (Esse plano foi inspirado no episódio da segunda temporada chamado "The Night of the Brain").
O segundo filme foi concebido inicialmente como uma revanche entre os agentes e Miguelito Jr., mas Williams não estava disponível e seu personagem foi mudado para Paradine Albert II e interpretado por Jonathan Winters. Paradine planeja conquistar o mundo utilizando uma fórmula de invisibilidade (lembrando o episódio da primeira temporada,  ""The Night of the Burning Diamond").

## Adaptações
- Adaptado para quadrinhos pela Gold Key Comics;
- Em 1988 a Arnett Press publicou Wild Wild West: A Série, de Susan E. Kesler (ISBN 0-929360-00-1), com a história minuciosa da produção e um guia de episódios.
- Em 1990, Millenium Publicações lançou a mini-série em quadrinhos chamada ("The Night Of The Iron Tyrants"), escrita por Mark Ellis com arte de Darryl Banks. É uma sequência do episódio em que o Dr. Loveless é envolvido numa conspiração para assassinar o Presidente Grant e o Imperador do Brasil e colocar membros dos "Cavaleiros do Circulo Dourado" no poder. Os personagens de Voltaire e Antoinette aparecem com destaque.
- Em 1998, a Berkeley Livros lançou três romances do autor Robert Vaughan: The Wild Wild West (ISBN 0-425-16372-5), The Night of the Death Train (ISBN 0-425-16449-7) e The Night of the Assassin (ISBN 0-425-16517-5).
- No volume 75 da série de quadrinhos francesa Lucky Luke (L'Homme de Washington), publicado em 2008, tanto James West como Artemus Gordon aparecem como convidados em uma pequena participação, embora os nomes tenham sido mudados para "James Oriente" e "Artémius Gin".

## DVD
A primeira temporada do The Wild Wild West foi lançada em DVD no Estados unidos em 6 de junho de 2006, como uma edição especial pelo 40o aniversário da CBS Home Entertainment. Para apresentar a primeira temporada, Robert Conrad gravou áudios para todos os 28 episódios. O conjunto também incluiu entrevistas com Conrad e Martin. A segunda temporada foi lançada em 20 março de 2007, mas o conjunto não continha características especiais. A terceira temporada foi lançada em 20 novembro de 2007. A quarta e última temporada foi lançada em 18 março de 2008.  Na França, as quatro temporadas (conhecida localmente como Les Mystères de l'Ouest) já foram liberadas em caixas de DVD.
Um nova série inspirada em The Wild Wild West está em desenvolvimento pelos criadores de Star Trek: New Voyages.

## Cinema
Em janeiro de 1992, a Warner Bros Variety informou que estava planejando uma versão cinematográfica de The Wild Wild West, dirigido por Richard Donner e escrito por Shane Black, com Mel Gibson como James West. (Donner dirigiu três episódios da série original). Donner e Gibson acabaram por fazer a versão de Maverick em 1994. O filme Wild Wild West continuou em fase de desenvolvimento, com rumores de que Tom Cruise assumira o projeto em 1995. Na verdade ele trabalhava na adaptação de Missão: Impossível, lançado no ano seguinte.
Finalmente em 1999, o filme, vagamente baseado na série, foi lançado. Dirigido por Barry Sonnenfeld, o filme Wild Wild West (sem o artigo definido usado no título da série) trouxe mudanças substanciais para os personagens da série: James West agora era um afroamericano (Will Smith). (No final de "The Night of the Returning Dead", West e Gordon convidam um afroamericano interpretado pelo astro convidado Sammy Davis Jr. a aderir ao serviço).
Alterações significativas foram feitas com o Dr. Loveless (desempenhado por Kenneth Branagh no filme). Ele passou de um anão (TV) para um homem sem pernas (filme). Seu nome também foi mudado para Arliss Loveless e foi-lhe dado uma causa para seus ataques: era agora um sulista que desejava se vingar dos nortistas pela derrota na Guerra Civil. Kevin Kline interpretou Gordon, com características semelhantes à da versão de Ross Martin, exceto que ele parece competir com James West (o que gera desconfianças e disputas entre os dois,enquanto na série eles sempre foram grandes amigos) e é muito mais egoísta. O roteiro explora os inventos de Gordon, tornando-os ainda mais ridículos, risíveis e implausíveis do que aqueles vistos na série televisiva.
Foi oferecido a Robert Conrad o papel do Presidente Grant, mas ele recusou. Em uma entrevista no New York Post de 3 de julho de 1999, Conrad afirmou não ter gostado do filme e que cobrava judicialmente uma porcentagem em dinheiro por uso de merchandising. Ele mantinha uma longa disputa com o produtor Jon Peters, que pode ter contribuído para sua opinião negativa.  Conrad também se sentiu desconfortado com a mudança racial do seu personagem, bem como a alteração em  Loveless.

## Datas
Definiu-se que a série ocorre na presidência de Ulysses Grant,(1869-1877); episódios ocasionalmente informam datas mais precisas:
- "The Night of the Glowing Corpse" ocorre durante a Guerra Franco-Prussiana em 1870-1871.
- "The Night of the Eccentrics" tomou lugar quatro anos após o assassinato do Imperador  Maximiliano I do México, que foi em 1867.
- Em "The Night of the Brain" Artemus Gordon mostra a James West um jornal datado de 12 de julho de 1872. West diz que a data será no dia seguinte.
- "The Night of the Lord of Limbo" acontece sete anos após o fim da Guerra Civil, ou seja, 1872.
- Em "The Night that Terror Stalked the Town", Loveless tem uma lápide preparada para James West, mostrando seu nascimento como sendo 2 de julho de 1842.
- "The Night of the Whirring Death" abre com o letreiro San Francisco 1874.
- Em "The Night of the Flaming Ghost", West diz, "Se John Brown estivesse vivo, ele estaria agora com 75 anos de idade." Brown nasceu em 9 de maio 1800.
- Em "The Night of the Arrow", um oficial da cavalaria resigna de seu posto em 6 de abril de  1874.
- Em "The Night of the Avaricious Actuary" o cabeçalho de uma carta é mostrado como sendo de  1875.

### Outros
- Em "The Night of the Samurai", é citada a Expedição diplomática de Perry, que ocorreu em 1852-1854, como ocorrida trinta anos antes.
- Em "The Night of the Infernal Machine," um personagem cita um poema de Emma Lazarus,  The New Colossus, que foi escrito em 1883.

## Exibição lusófona

### Brasil
No Brasil, a série foi exibida nos anos 70,por alguns anos, às 20h00, de segunda a sexta-feira, na Rede Bandeirantes. Atualmente é exibido pela Rede Brasil de Televisão desde 2018.

### Portugal
Em Portugal, a série foi originalmente transmitida pela RTP na década de 1960.